# Ziekte van Scheuermann

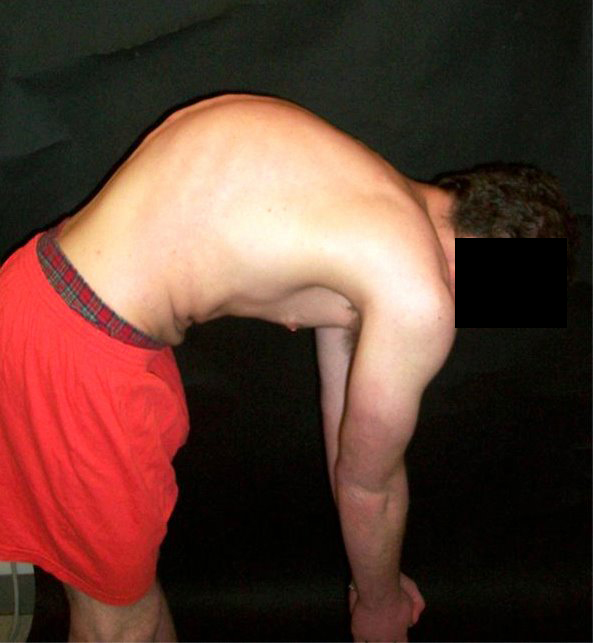
Een jonge man met een ernstige vorm van kyfose

De ziekte van Scheuermann is een skeletafwijking die ontstaat in de jeugdjaren, waarbij door vergroeiing van de wervels een kromming van de bovenrug ontstaat (kyfose). De ziekte begint tijdens de groei, maar neemt daarna weer af. De aandoening is vernoemd naar de Deense chirurg Holger Scheuermann.

## Symptomen
De ziekte van Scheuermann wordt beschouwd als een vorm van juveniele osteochondrose die zich voordoet in de wervelkolom. Het begint het vaakst in de tienerjaren en is een ernstigere afwijking dan een kyfose die wordt veroorzaakt door een verkeerde houding. Patiënten met de ziekte kunnen hun lichaamshouding niet corrigeren en de kromming is rigide.
Er kan sprake zijn van rugpijn (laag of midden) en nekpijn, die soms ernstig en slopend kan zijn. Soms verergert de pijn tijdens lichamelijke activiteiten en periodes waarin er lang wordt gezeten of gestaan. Dit kan grote beperkingen met zich meebrengen op het gebied van fysieke activiteiten. In de jeugdjaren kan er, afhankelijk van de ernst van de misvorming, grote onzekerheid over het uiterlijk optreden.
Soms hebben patiënten ook last van gespannen hamstrings. Dit heeft mogelijk te maken met het feit dat het lichaam moet compenseren voor de overmatige wervelkromming, hoewel het ook de oorzaak zou kunnen zijn van de kyfose. Naast deze kyfose heeft 20-30% van de patiënten ook last van scoliose, waarbij er in ernstige gevallen ook wel van een kyfoscoliose gesproken kan worden.

## Oorzaken
De oorzaak is nog niet geheel bekend, maar soms lijkt de aandoening vaker in één familie voor te komen (erfelijkheid). De aandoening komt iets vaker voor bij jongens dan bij meisjes. Er is onderzoek gedaan om te kijken of er een verband is met het fibrilline 1-gen (zie ook het syndroom van Marfan), maar dit is uitgesloten.

## Diagnose
De ziekte van Scheuermann wordt vastgesteld op basis van beeldvormend onderzoek.

## Behandeling
Tijdens de jeugdjaren, waarbij de patiënt nog in de groei is, is het belangrijk om te voorkomen dat de kyfose erger wordt. Soms kan de kyfose door middel van vroege interventie nog gecorrigeerd worden. Zo kunnen braces en fysiotherapie ingezet worden. Deze vorm van behandeling is conservatief.
In ernstige gevallen of in geval van vertraagde behandeling kan een operatie een alternatief zijn. De kans op complicaties is relatief laag en de resultaten zijn vaak goed. Er bestaat nog wel veel controverse over de technieken en instrumenten die bij de operatie gebruikt moeten worden.
Spondylodese kan in 10% van de gevallen complicaties met zich meebrengen, waaronder ontstekingsprocessen, ademhalingsproblemen, zenuwschade en infectie. De cosmetische vooruitzichten zijn niet altijd te voorspellen en de symptomen veroorzaakt door Scheuermann worden er niet altijd mee verholpen.